# Calcioancilita-(Nd)
La calcioancilita-(Nd) és un mineral de la classe dels carbonats, que pertany al grup de l'ancilita. Rep el seu nom del grec αγκυλός (ankylos), "corb", en al·lusió a les formes dels cristalls, generalment arrodonits i distorsionats, i del prefix "calci-", en al·lusió a la seva composició amb el calci dominant sobre l'estronci, a més del sufic "-(Nd)" degut a ser el neodimi la terra rara dominant.

## Característiques
La calcioancilita-(Nd) és un carbonat de fórmula química Nd₃Ca(CO₃)₄(OH)₃(H₂O). Cristal·litza en el sistema monoclínic. La seva duresa a l'escala de Mohs es troba entre 4 i 4,5.
Segons la classificació de Nickel-Strunz, la calcioancilita-(Nd) pertany a «05.DC - Carbonats amb anions addicionals, amb H₂O, amb cations grans» juntament amb els següents minerals: ancilita-(Ce), calcioancilita-(Ce), gysinita-(Nd), ancilita-(La), kozoïta-(Nd), kozoïta-(La), kamphaugita-(Y), sheldrickita, thomasclarkita-(Y), peterbaylissita, clearcreekita i niveolanita.

## Formació i jaciments
Va ser descoberta a la Mina Seula, al Mont Camoscio, a Oltrefiume, al municipi de Baveno (Província de Verbano-Cusio-Ossola, Piemont, Itàlia). Al mateix comune també ha estat trobada a la pedrera Scala dei Ratti, a Feriolo. La calcioancilita-(Nd) també ha estat descrita a la mina de coure de Paratoo, a Yunta (Austràlia Meridional), a la pegmatita de Stetind, a Tysfjord (Noruega), i a Balayé, a Finhaut (Valais, Suïssa).